# La Réole XIII
Maillots

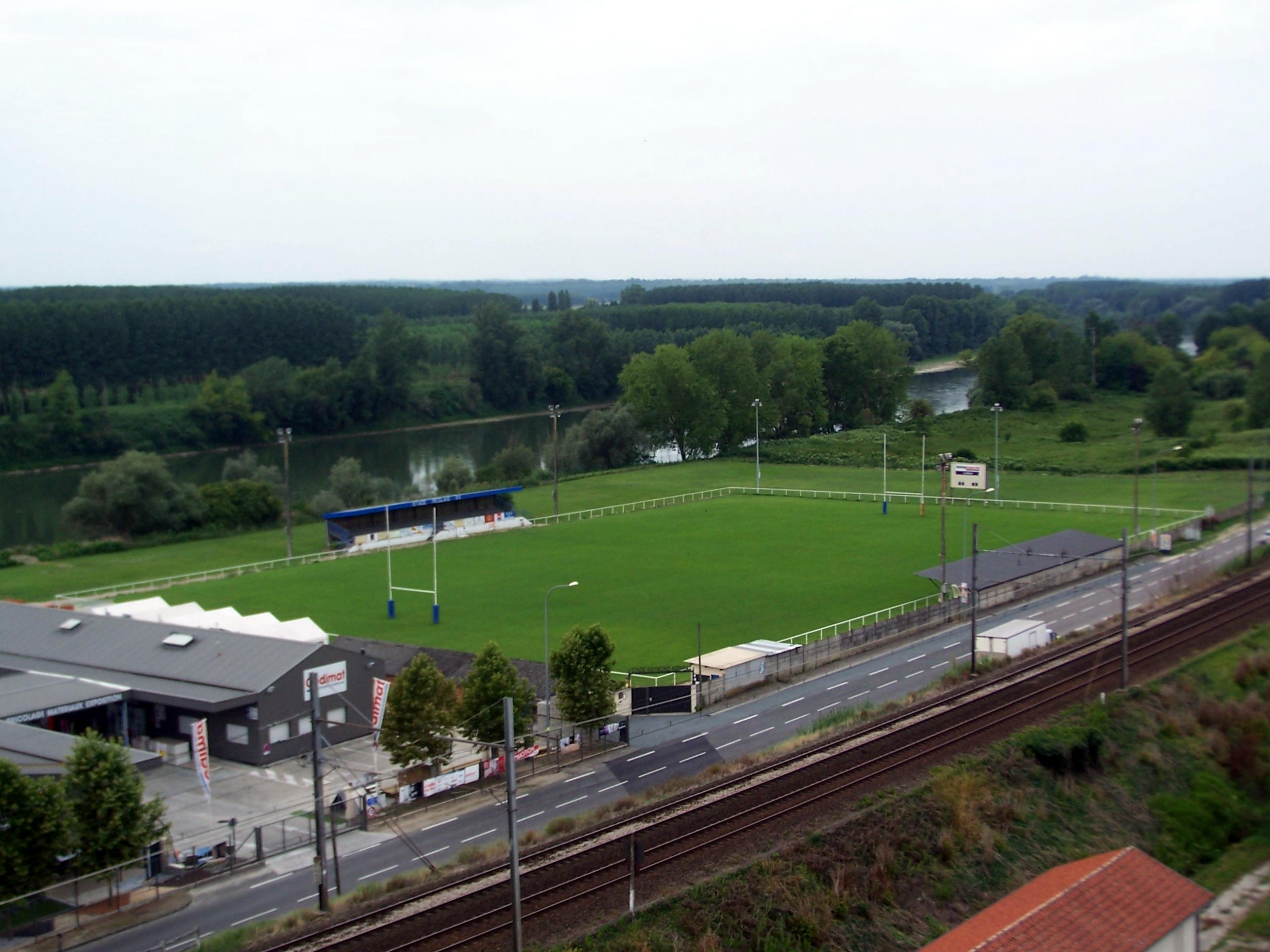
Le stade de rugby à XIII de La Réole.

La Réole XIII est un club de rugby à XIII français, situé à La Réole dans le département de la Gironde,  en région Nouvelle-Aquitaine. L'équipe première du club évolue dans le championnat de France de rugby à XIII en ELITE 2.

## Histoire
Le club girondin est créé en 1938.
Le club est considéré comme une pépinière de talents. Jean-Jacques Cologni, international de 1973 (Australie) à 1983 (GB). Père de Aurélien Cologni Les frères Baloup (comme Dominique Baloup) joueurs du début des années 80, sont ainsi issus de ses rangs.
En 2011, il possède une école de rugby.
Les années 2010 marquent un renouveau certain pour le club. En l'espace de six années, le club est en effet promu trois fois. Et cela malgré des difficultés certaines. En premier lieu la ville de la Réole est une commune de taille modeste (environ 5 000 habitants), qui ne peut compter localement sur un tissu économique suffisant en termes de sponsors. Être dans une commune modeste n'étant pas un obstacle pour d'autres clubs français comme Palau, mais qui le devient quand on ne peut compter sur un réservoir important de joueurs comme celui qui se trouve dans la région de Perpignan. Or, ce n'est pas le cas du club aquitain. La Réole XIII ne dispose bien souvent que de joueurs amateurs.

## Personnalités et joueurs emblématiques
En plus des joueurs énumérés dans la précédente section, on peut citer le nom de différents joueurs étrangers venus rejoindre les rangs du club des rives de la Garonne. 
Ritchie Shaw, ancien joueur de la réserve de Leigh , boulanger de son métier à Wigan  ;  à la suite d'un échange avec le club de Rose Bridge , il est venu s'installer comme viticulteur dans la région. Il a joué pour le club et entrainé les juniors. D'autres joueurs, venus cette fois-ci des antipodes, se sont également illustrés dans la vie du club ; le néo-zélandais Scott Hurrell; joueur entraineur pendant deux saisons, et l'australien Jace Brown qui marque l'essai gagnant lors d'une finale d’Élite 2.  

## Palmarès
- 1938/39 : Champion de France 2e catégorie[1]
- 1952/53 : Finaliste Championnat de France Fédéral[1]
- 1953/54 : Vainqueur de la Coupe Nationale
- 1956/57 : Champion de France Amateur[1]
- 1959/60 : Finaliste Championnat de France[1]
- 1968/69 : 1/4 finaliste Championnat de France 1re division Fédérale
- 1969/70 : 1/2 finaliste Championnat de France 1re division Fédérale
- 1970/71 : 1/2 finaliste Championnat de France Nationale 2
- 1976/77 : 1/2 finaliste Championnat de France Nationale 2, 1/4 Finaliste Coupe de France Nationale, Vainqueur de Coupe de France National 2[1]
- 1977/78 : montée en groupe B, 1re Division (5e)
- 1979/80 : 1/2 finaliste Nationale A
- 1980/81 : montée en Nationale A
- 1981/82 : 2e championnat nationale B, 1/4 finaliste championnat de France, 1/4 de finaliste Coupe de France
- 1982/83 : montée nationale A (11e)
- 1984/85 : 1/2 finaliste championnat de France Groupe B
- 1985/86 : Finaliste championnat de France groupe B
- 1987/88 : Vainqueur Coupe de France Nationale 2-1/2 finaliste championnat Nationale 2
- 1989/90 : Champion de France Nationale 2- 1/2 finaliste Coupe de France nationale 2
- 1990/91 : vainqueur Coupe de France nationale 2
- 1994/95 : 1/2 finaliste Championnat de France nationale 1B
- 1995/96 : 1/2 finaliste Championnat de France nationale 1B- finaliste Coupe de France Nationale 1B
- 2009/10 : Champion de France DN2 (division fédérale)
- 2013/14 : Champion de France DN1

## Médias
A la fin des années 90, le club est l'un des premiers à avoir un site internet officiel sur la toile, avec les clubs de Montpellier, Limoux et celui des spacers de Toulouse. Ce site a alors la particularité d'être entièrement rédigé en anglais, car il est destiné à un public étranger.